# Il villaggio più pazzo del mondo (film 1959)
Il villaggio più pazzo del mondo (Li'l Abner) è un film del 1959 diretto da Melvin Frank. All'origine della pellicola c'è il musical omonimo che debutta a Broadway nel 1956, basato a sua volta sul personaggio dei fumetti Li'l Abner, creato da Al Capp. Il film è prodotto da Norman Panama e diretto da Melvin Frank, cioè i coautori della produzione teatrale.
Alcuni brani musicali sono adattati direttamente dalla produzione di Broadway, ma nel film ci sono anche sezioni musicali del tutto originali, scritte da Nelson Riddle e Joseph J. Lilley, che fruttano loro una nomination all'Oscar per miglior partitura musicale nel 1960 mentre Riddle ottiene una nomination al Grammy Award per il miglior album di una colonna sonora da film. 
Quasi tutti i protagonisti sono i medesimi della versione teatrale, con rare eccezioni: come Daisy Mae che era interpretata da Edie Adams a Broadway o Appassionata von Climax, che in teatro era impersonata da Tina Louise.